# 瓊林宴
琼林宴是中国古代朝廷为新科进士举行的宴会。始于北宋，元明清沿用此例，改称恩荣宴。
宋太平兴国九年（984年）至政和二年（1112年），天子在发榜之后，于琼林苑赐宴新科进士，故而得名。此后虽然赐宴并非其地，仍袭用此名。